# 海狸壩 (亞利桑那州)
海狸壩（英語：Beaver Dam）是位於美國亞利桑那州莫哈維縣的一個人口普查指定地區。根據2010年美國人口普查，該地人口為1962人，而該地的面積約為21.80平方千米。

## 地理
海狸壩的座標為36°54′00″N 113°56′00″W / 36.90000°N 113.93333°W，而該地最高點為海拔高度584米（即1917英尺）。